# Roger Ducret
Roger François Ducret (* 2. April 1888 in Paris; † 8. Januar 1962 ebenda) war ein französischer Fechter.
Ducret nahm an den Olympischen Spielen 1920 teil, bei denen er im Mannschafts-Florett die Silbermedaille gewann. Im Einzel-Florett konnte er für sich die Bronzemedaille sichern. Vier Jahre später nahm er im Mannschafts-Degen teil und gewann dort die Goldmedaille. Außerdem nahm er bei dieser Olympiade ebenfalls wieder in den beiden Florettwettbewerben teil, in denen er beides Mal die Goldmedaille gewinnen konnte. Im Einzel-Degen und Einzel-Säbel unterlag er jeweils im Finale und gewann Silber. Weitere vier Jahre später gewann er bei der Olympiade 1928 in Amsterdam mit der Florettmannschaft nochmals die Silbermedaille.
1923 gewann Ducret bei den Internationalen Meisterschaften in Den Haag Bronze im Degen-Einzel.